# Stipa kopetdaghensis
Stipa kopetdaghensis là một loài thực vật có hoa trong họ Hòa thảo. Loài này được Czopanov miêu tả khoa học đầu tiên năm 1969 publ. 1970.